# 宫原华音
宫原华音（1996年4月8日—），出生于日本东京都，日本模特兒和演員。日本芸術高等学園卒業。日本体育大学卒業。

## 經歷
1996年，宫原华音出生在日本东京都。她是松濤館流、國際松濤館空手道連盟的成员。
小学2年级时，宫原华音5岁，他是“第7届全日本少年少女空手道選手権大会”的得胜者。
2011年，宫原华音参加“第25届東京都中学生空手道選手権大会”获胜。10月份，宫原华音参加“第14届関東中学生空手道選手権大会”。同年她以15歲之姿成為史上最年輕的「三愛比基尼小姐」。
2011年11月，宮原華音就任2012年度日本「三愛比基尼形象小姐」，當時以15歲之姿奪下后冠，也是從2002年「三愛比基尼形象小姐」選拔賽舉辦以來，最年輕的「三愛比基尼小姐」。
2012年4月24日，日本火腿隊在東京巨蛋與羅德海洋之役，請來年僅16歲的比基尼小姐宮原華音開球，宮原身穿紅白橫紋比基尼，吸引所有球迷目光。有觀眾一片熱烈掌聲中，她完成這場比賽開球，按慣例從捕手手中拿回球，向球迷揮手致意，而與捕手互相握手時，宮原向大野獎太下腰敬禮。宮原開完球後表示，她最喜歡的球員是「手帕王子」齋藤佑樹，她之前也有看過甲子園比賽。
2023年4月21日，以職業踢拳選手身分，參加RISE167格鬥賽事，級別為蠅量級（-52kg），39秒KO對手金子久美子，並在賽後換回Ring Girl制服，繼續擔任舉牌女郎。

## 電視劇
- 超人力霸王傑特 第8話（2020年8月8日）飾演 神祕美女姐姐（ミステリアス美女・姉） ；聲演 彼特星人·法（ピット星人ファ）
- 假面騎士GOTCHARD（2023年9月3日 - ） 飾演 克洛托/假面騎士DREAD [9]

### 網絡電視劇
- 假面騎士Amazons（Amazon Prime Video） 飾演 高井望

### 香港電視劇（ViuTV）
- 打天下2（2024年4月15日 - 5月10日） 飾演 相川璃亞